# Namsai
Namsai là một thị trấn thống kê (census town) của quận Lohit thuộc bang Arunachal Pradesh, Ấn Độ.

## Nhân khẩu
Theo điều tra dân số năm 2001 của Ấn Độ, Namsai có dân số 11.582 người. Phái nam chiếm 55% tổng số dân và phái nữ chiếm 45%. Namsai có tỷ lệ 61% biết đọc biết viết, cao hơn tỷ lệ trung bình toàn quốc là 59,5%: tỷ lệ cho phái nam là 68%, và tỷ lệ cho phái nữ là 53%. Tại Namsai, 16% dân số nhỏ hơn 6 tuổi.